# Zulujska kraljevina
Zulujska kraljevina (zulujsko KwaZulu), je bilo nekdanje kraljestvo Zulujev v regiji južne Afrike.

## Zgodovina
Zuluji in sorodne skupine plemena Naguni naj bi živele na tem območju Južne Afrike že od 15. stoletja (pred prvim pristankom Vasca da Game leta 1497 na obali Natala, zato pisnih virov o tem ni). Pod poglavarjem Shako so si Zuluji na začetku 19. stoletja podredili rivalska plemena in zavzeli njihova ozemlja. Sredi 19. stoletja pa so prišli v konflikt z burskimi priseljenci, ki so se selili proti severu. Leta 1879 je prišlo do angleško-zulujske vojne, v kateri so na koncu zmagali Britanci, kljub začetnim uspehom Zulujev. Do leta 1887 si je Združeno kraljestvo podredilo celotno območje nekdanje samostojne kraljevine, ki je tako postala del kronske kolonije in tako je ostalo vse do leta 1897, ko je bil vključen v pokrajino Natal. V letih 1888 in 1906 so izbruhnili upori, dve tretjini ozemlja, poseljenega z Zuluji, so zavzeli britanski vojaki, prebivalce pa dali zapreti v rezervate. Republika Južna Afrika je z rasističnim zakonom o bantujski samoupravi leta 1959 na ozemlju nekdanje zulujske kraljevine ustanovila bantustan Kva Zulu.